# タッパーの自己言及式
タッパーの自己言及式は、ジェフ・タッパー (Jeff Tupper) によって考案された不等式であり、特定の条件の下で式を満たす二つの数の組を二次元のグラフに描くと不等式そのものの形となる。
2001年にコンピュータグラフィックスを扱う国際会議SIGGRAPHで発表された。
不等式は次のように定義される。
{\displaystyle {1 \over 2}<\left\lfloor \mathrm {mod} \left(\left\lfloor {y \over 17}\right\rfloor 2^{-17\lfloor x\rfloor -\mathrm {mod} (\lfloor y\rfloor ,17)},2\right)\right\rfloor }
{\displaystyle \lfloor \cdot \rfloor } は床関数、{\displaystyle \mathrm {mod} } は剰余を表す。ここで、k を以下の値とする (543桁の数を3桁区切りで記述している)。
このとき、上の不等式を満たす {\displaystyle 0\leq x\leq 106} および {\displaystyle k\leq y\leq k+17} をグラフに描くと、不等式そのもののように見える形になる。

実際には、上の不等式は自己言及的というわけではない。グラフの形の情報は k の値に符号化されており、不等式はそのグラフを描くための一種のデコーダとして機能している。つまり、上に記載した k の値はグラフに描くと不等式の形になるように選ばれており、 k を他の値にすることによって同じサイズの任意の形のグラフを描くことができる。
オリジナルの不等式ではグラフの高さは17という制限が付くが、他のサイズのグラフを描けるように不等式を一般化することもできる。